# Pireneitega luniformis
Pireneitega luniformis là một loài nhện trong họ Amaurobiidae.
Loài này thuộc chi Pireneitega. Pireneitega luniformis được miêu tả năm 1994 bởi Zhu & Jia-Fu Wang.